# Agrostis jahnii
Agrostis jahnii är en gräsart som beskrevs av Luces. Agrostis jahnii ingår i släktet ven, och familjen gräs.
Artens utbredningsområde är Venezuela. Inga underarter finns listade i Catalogue of Life.